# هنريك ياكوبسن
هنريك ياكوبسن (بالنرويجية البوكمول: Henrik Jakobsen)‏ (16 ديسمبر 1992 في النرويج - ) هو لاعب كرة يد النرويج. لعب مع Fenix Toulouse Handball ‏.

## وصلات خارجية
- هنريك ياكوبسن على موقع الاتحاد الأوروبي لكرة اليد (الإنجليزية)
- هنريك ياكوبسن على موقع الاتحاد النرويجي لكرة اليد (النرويجية)
- هنريك ياكوبسن على موقع الاتحاد الفرنسي لكرة اليد (الفرنسية)